# Krnješevci
Krnješevci (cyr. Крњешевци) – wieś w Serbii, w Wojwodinie, w okręgu sremskim, w gminie Stara Pazova. W 2011 roku liczyła 845 mieszkańców.